# Coryptilum atrescens
Coryptilum atrescens är en fjärilsart som beskrevs av Edward Meyrick 1910. Coryptilum atrescens ingår i släktet Coryptilum och familjen äkta malar. Inga underarter finns listade i Catalogue of Life.